# Louise Barnes
Louise Barnes (* 26. April 1974 in KwaZulu-Natal, Südafrika) ist eine südafrikanische Schauspielerin mit Auftritten in Film, Fernsehen und Theater. Barnes wurde in ihrem Heimatland mit Rollen in verschiedenen lokalen Film- und Serienproduktionen bekannt. Internationale Bekanntheit erlangte sie vor allem für ihre Rolle der Miranda Barlow in der Starz-Serie Black Sails von Michael Bay und Jonathan E. Steinberg.

## Leben
Louise Barnes wurde in KwaZulu-Natal geboren und schloss ein Studium der Darstellenden Kunst an der Witwatersrand-Universität in Johannesburg ab. Sie ist verheiratet mit dem südafrikanischen Schauspieler Nick Boraine, mit dem sie eine gemeinsame Tochter hat. Barnes wohnt auch heute noch mit ihrer Familie in Johannesburg. Zeitweise war sie Mitbesitzerin eines Fitnessstudios, nachdem sie in den Vereinigten Staaten ein Training als Lehrerin für Bikram-Yoga absolvierte.
Barnes erlangte den südafrikanischen SAFTA-Preis als Beste Schauspielerin in einer TV-Soap für ihren Auftritt in Scandal! und war bereits in diversen anderen südafrikanischen Produktionen wie Egoli, 7de Laan, Binnelanders, Sorted, Suburban Bliss und weiteren zu sehen. Für ihre schauspielerische Leistung in Black Sails wurde sie von Kritikern gelobt und erlangte größere Bekanntheit.

## Filmografie (Auswahl)
- 1994: Where Angels Tread (Fernsehserie)
- 1996: Suburban Bliss (Fernsehserie)
- 1997–2000: Egoli: Place of Gold (Fernsehserie)
- 2002: Borderline – Unter Mordverdacht (Fernsehfilm)
- 2003: Hoodlum & Son
- 2004: Critical Assignment (Fernsehfilm)
- 2006–2007: Jozi-H (Fernsehserie, 13 Episoden)
- 2009: Surviving Evil
- 2009–2013: Scandal! (Fernsehserie)
- 2011: Laconia
- 2014–2016: Black Sails (Fernsehserie, 19 Episoden)
- 2017: Outsiders (Fernsehserie, 5 Episoden)
- 2019 Reprisal (Fernsehserie, 5 Episoden)
- 2019–2020: Navy CIS (Fernsehserie, 4 Episoden)